# 周特夫
周特夫（1918年9月—1989年3月28日），江苏阜宁人。中国人民解放军高级领导干部。

## 生平
抗日战争时期，1938年初夏参与成立灌云县青年救亡工作团。工作团组建了城区歌咏话剧团，还创办了《灌云日报》担任编辑，宣传抗日救亡。1939年5月加入中国共产党。随黄克诚的八路军第五纵队南下苏中抗日根据地，历任如西县东南中心区委书记兼区自卫大队政委，如西县委组织部长。1941年10月任如西县委书记兼新四军苏中军区如西独立团政委，新四军苏中军区第一分区特务三团政委、特务一团政委。
第二次国共内战时期，任华东野战军第4纵队10师28团政委，第三野战军第23军政治部组织部部长。
建国后，任中央军委总干部管理部军衔处副处长（副师职）、军衔处处长（正师职）、1956年7月任军衔奖励部副部长（副军职）兼军衔处处长。1958年10月任西藏军区政治部副主任（正军职）兼生产部政委，解放军总参谋部政治部副主任（正军职）。1967年7月任第八机械工业部军管会主任。1955年9月被授予上校军衔，获2级独立自由勋章、2级解放勋章。
1970年7月任中共江苏省委宣传部、省高教局负责人。1971年任江苏省军区副政委，1974年初任中共江苏省委宣传部部长、江苏省工交办公室主任。1978年4月任江苏省军区顾问（正军职待遇）。1982年9月离职休养。1988年7月被授予中国人民解放军独立功勋荣誉章。